# روبي هيرلي
روبي هيرلي (بالإنجليزية: Ruby Hurley)‏ هي ناشِطة أمريكية، ولدت في 7 نوفمبر 1909 في واشنطن العاصمة في الولايات المتحدة، وتوفيت في 9 أغسطس 1980 في أتلانتا في الولايات المتحدة.